# Irma Lippert
Irma Lippert (genannt Moucki) (* 16. Juli 1906 in Gelsenkirchen; † nach 1990) war eine deutsche Reporterin und Malerin.

## Leben
Irma Lippert war die Tochter des aus Flensburg stammenden Fabrikdirektors Charles Christiansen und dessen dänischer Ehefrau Ida (geb. Lange). Ihre Schwester war Magdila Hebroni-Christiansen (* 4. Januar 1898 in Flensburg; † 17. Juni 1968 in Paris), Malerin, verheiratet mit dem Bildhauer Joseph Hebroni (1888–1963).
Sie wuchs zunächst in Essen und ab 1920 in Hamburg auf. 1937 erlernte sie in der Firma Johannes Herzog & Co. in Hemelingen das neue Farbfotoverfahren Duxochrom. Weil ihr jüdischer Verlobter Fred Oliven 1937 verhaftet wurde, dem später die Emigration nach Amerika gelang, verließ sie aus politischen Gründen Deutschland und versuchte sich zunächst in Kopenhagen eine Existenz als Fotografin aufzubauen. Auf Veranlassung jüdischer Freunde ging sie 1938 nach Italien, wo sie als Pionierin der Farbfotografie tätig wurde; sie arbeitete anfänglich in Turin bei der Gazetta del Popolo, der größten Zeitung Italiens. Seit 1939 war sie in Mailand ansässig und war als Fotografin für die Firma Fiat, die Mailänder Messe, für den Turismo Italiano in Libyen und dann für vier Jahre für die Modezeitschriften La Donna und Tempo, Stile, Grazia und Annabella sowie für verschiedene Schweizer Zeitschriften tätig. Daneben lieferte sie auch Reportagen über Film, Theater, Kunst und italienisches Leben für die Berliner Illustrierte sowie für Zeitschriften in Hamburg, München und Köln. 1944 wurde sie aufgrund einer Denunziation von der deutschen Feldgendarmerie verhaftet; dem Befehl zum Fronteinsatz kam sie aber nicht nach, sondern versteckte sich auf dem Land bei dem mit ihr befreundeten Maler Massimo Campigli. Durch die Kriegseinwirkungen ging ihre gesamte Ausrüstung, das Labor und das Fotoarchiv verloren.
Irma Christiansen heiratete 1947 den Schweizer Schauspieler Howard Vernon Lippert. 1952 verließ sie Mailand und lebte abwechselnd in Paris in der Atelierwohnung ihres Schwagers und in Flensburg. Bereits seit den 1940er Jahren unterstützte sie finanziell ihre unter schwierigen Verhältnissen in Paris lebende Schwester und deren Ehemann, den während der NS-Zeit verfolgten jüdischen Bildhauer Josef Hebroni. Seit den 1950er Jahren war sie auch als naive Malerin tätig und als solche unter dem Namen Lippert auf mehreren bedeutenden Ausstellungen im In- und Ausland vertreten. 1964 stellte sie zusammen mit ihrer Schwester im Städtischen Museum Flensburg aus.
Nach dem Tod ihrer Schwester gab Irma Lippert in den 1980er und 1990er Jahren mehr als 40 weitere Werke ihres Schwagers Joseph an das Landesmuseum nach Schleswig und zum Flensburger Museumsberg. Irma Lippert war unter anderem befreundet mit Florence Henri, Tulja Jenssen, Annot Jacobi und dem Fotografen Wilhelm Maywald.

## Werke (Auswahl)
- Die Schwester Magdila Hebroni-Christiansen im Pariser Atelier. In: Museen Nord.
- Städtisches Museum, Flensburg.
- Clemens-Sels-Museum, Neuss.